# Saint-Gein

Saint-Gein este o comună în departamentul Landes din sud-vestul Franței. În 2009 avea o populație de 445 de locuitori.

## Evoluția populației
| An        | 1975 | 1982 | 1990 | 1999 | 2006 | 2009 |
| --------- | ---- | ---- | ---- | ---- | ---- | ---- |
| Populație | 369  | 429  | 426  | 394  | 434  | 445  |